# Palkanja
Palkanja (mađ. Drávapalkonya) je selo u južnoj Mađarskoj je selo u južnoj Mađarskoj.
Zauzima površinu od 10,13 km četvornih.

## Zemljopisni položaj
Nalazi se na 45° 48' 11" sjeverne zemljopisne širine i 18° 10' 44" istočne zemljopisne dužine, 1 km sjeverozapadno od Drave i granice s Republikom Hrvatskom. Najbliže naselje u RH je Donji Miholjac koji se nalazi 3,5 km južno.
Tišna je 4 km zapadno, Čeja se nalazi neposredno sjeverozapadno u produžetku, Sredalj je 2,5 km sjeverno-sjeverozapadno, Kovačida je 2 km sjeverno, Pačva je 2,5 km sjeveroistočno, Saboč je 2 km istočno i jugoistočno.

## Upravna organizacija
Upravno pripada Šikloškoj mikroregiji u Baranjskoj županiji. Poštanski broj je 7850.

## Promet
2,5 km sjeverno od Palkanja prolazi željeznička prometnica Barča-Šeljin-Mohač. U selu je željeznička postaja.

## Stanovništvo
Palkanja ima 277 stanovnika (2001.). Mađari su većina. Romi čine 11,9%, a u selu je i nekoliko Hrvata. 60% stanovnika su rimokatolici, 29% su kalvinisti, nekoliko luterana te ostali.

## Vanjske poveznice
- Palkanja na fallingrain.com